# Katherine Heigl
Katherine Marie Heigl (izg. ˈhaɪɡəl), ameriška filmska in televizijska igralka, fotomodel in filmska producentka, * 24. november 1978, Washington, D.C., Združene države Amerike. 
Najbolje je prepoznavna po svoji vlogi dr. Izzie Stevens v televizijski seriji Talenti v belem in pomembnejših vlogah v filmih, kot so Zyzzyx Road (2006), Napumpana (2007), Vedno priča, nikoli nevesta (2008), Grda resnica (2009) in Morilci (2010).
S svojo kariero je Katherine Heigl še pred igranjem pričela kot otroški fotomodel preko agencije Wilhelmina Models. Pojavila se je v mladinskem filmu That Night, ki je bil njen prvi film. Zaigrala je Isabel Evans v televizijski seriji Roswell in pri štirinajstih posnela film Moj oče heroj, preboj pa je zares doživela šele z vlogo v televizijski seriji Talenti v belem. Čez leta se je slikala za naslovnice mnogih revij, med drugim tudi revije Maxim, Vanity Fair in Cosmopolitan.
Katherine Heigl se je 23. decembra 2007 v Park Cityju, Utah poročila z glasbenikom Joshom Kelleyjem.

## Zgodnje življenje in družina
Katherine Marie Heigl se je rodila v Washingtonu, D.C. kot hči mame Nancy, menedžerke in očeta Paula Heigla, finančnega izvršilnika in računovodje. Ima nemške in irske korenine, vzgojena pa je bila kot pripadnica Cerkve Jezusa Kristusa svetih iz poslednjih dni. Je najmlajša izmed štirih otrok (ima sestro Meg, brata Holta in pokojnega brata Jasona). Katherine Heigl je živela v Virginiji in nato Denverju, preden se je družina ustalila v Connecticutu, kamor so se priselili v veliko, staro, viktorijansko kmetijo v bogato mesto blizu New Canaana, kjer je preživela večino svojega otroštva.
V letu 1986 je njen starejši brat Jason umrl zaradi poškodb, ki jih je utrpel v prometni nesreči, ko ga je vrglo iz zadnjega dela kamiona, v katerem so se s sošolci iz srednje šole peljali na kosilo. Po smrti se je družina odločila darovati njegove organe. Kakorkoli že, njeni starši so se odcepili od Cerkve Jezusa Kristusa svetih iz poslednjih dni (njena mama je luteranka, njen oče pa katolik). Katherine Heigl danes močno podpira darovanje organov. Kljub temu, da ni več »trdno prepričana Mormonka«, pravi, da upa, da bo »našla svojo pot nazaj, ko bom malo starejša in malo manj sebična.«

## Kariera

### Zgodnje delo (1986–1998)
Ko je bila Katherine Heigl stara devet let, se je njena teta odločila obiskati družino in posneti nekaj fotografij. Po tem, ko se je vrnila nazaj v New York, je s privolitvijo njenih staršev fotografije poslala mnogim modnim agencijam. V nekaj tednih je Katherine Heigl kot otroški fotomodel podpisala pogodbo z agencijo Wilhelmina Models. Kmalu za tem jo je stranka agencije najela, da je posnela reklamo za neko revijo, kar je bilo njeno prvo delo. V tistem času je začela pozirati za kataloge, kot sta Sears in Lord & Taylor, s čimer je zaslužila 75 $ na uro. Na nacionalni televiziji se je prvič pojavila v reklami za kosmiče Cheerios.
Prvič je v filmu zaigrala leta 1992, ko je posnela film That Night. Kot Christina Sebastian v filmu Stevena Soderbergha o veliki depresiji, King of the Hill, nato pa je leta 1994 dobila svojo prvo glavno vlogo v komičnem filmu Moj oče heroj. Med tem časom je Katherine Heigl nadaljevala s šolanjem na šoli New Canaan High School, kjer je svojo igralsko kariero in kariero fotomodela usklajevala z akademskim izobraževanjem. V zadnjem letu šolanja je opustila šolanje na šoli New Canaan High School, da bi se osredotočila na svojo kariero v Hollywoodu.
V letu 1995 je zaigrala v akcijskem trilerju Stevena Seagala, imenovanem Oblegani 2. Zaigrala je šestnajstletno potnico na vlaku, ki skupaj s svojim stricem Caseyjem Rybackom (Seagal) želi obiskati grob svojega mrtvega očeta, bivšega člana SEAL-a. Večina zgodbe se dogaja na vlaku, ki so ga plačanci ugrabili v Koloradu, njo pa obdržijo za talko. Večinoma so poleg nje v filmu igrali Morris Chestnut, Sandra Taylor in Everett McGill.
Kljub temu, da se je želela osredotočiti na igranje, je večkrat posnela tudi fotografije kot fotomodel in se redno pojavljala v revijah, kot je Seventeen. Dobila je glavno vlogo v Disneyjevem televizijskem filmu Wish Upon a Star iz leta 1996. V istem letu sta se starša Katherine Heigl ločila in njena mama je zbolela za rakom. Po tem, ko je leta 1997 končala srednjo šolo, sta se z mamo preselili v štiri-sobno stanovanje v Malibu Canyonu, Los Angeles, njena mama pa je postala tudi njen menedžer
Leta 1998 je s Petrom Fondo zaigrala v različici Shakespearove igre Vihar, sneman med ameriško državljansko vojno. Kasneje tistega leta je dobila vlogo v grozljivem filmu z naslovom Bride of Chucky.

### Vzpon k slavi (1999–2004)
v letu 1999 je Katherine Heigl prejela veliko pozornosti s strani javnosti, ko je sprejela vlogo Isabel Evans v znanstveno-fantanstični televizijski seriji Roswell. Njen lik se je v seriji redno pojavljal med drugo in tretjo sezono. Katherine Heigl je odšla na avdicijo za vse tri ženske vloge (poleg Isabel Evans še za vloge likov Shiri Appleby in Majandre Delfino), preden so jo končno izbrali za Isabel, vesoljko v človeškem telesu.
Katherine Heigl se je kasneje pojavljala v revijah, kot so Life, TV Guide, FHM in Teen. Pojavila se je na koledarih revij FHM in Maxim, FHM-jevem seznamu »100 najprivlačnejših žensk na svetu« in v Maxim-ovi galeriji Girls of Maxim Gallery. Maja 2009 ji je revija Maxim dodelila dvanajsto mesto na seznamu »100 najprivlačnejših žensk«, bralci revije FHM pa so jo izglasovali za devetnajsto najprivlačnejšo žensko na svetu.
Med tem, ko je snemala serijo Roswell, se je Katherine Heigl pojavila tudi v filmih, kot so 100 deklet, neodvisni film iz leta 2001, Valentine, grozljivki, v kateri sta poleg nje zaigrala tudi David Boreanaz in Denise Richards.
Katherine Heigl je sprejela vlogo v Ground Zero, televizijskem trilerju, za katerega je bil izid načrtovan v jeseni tistega leta. Temeljil je na romanu Jamesa Millsa, The Seventh Power, ki je izšel spomladi 2001. Zaigrala je brilijantno in politično-usmerjeno študentko kolidža, ki pomaga graditi jedrsko napravo, ki ponazarja potrebo po spremembi v nacionalnih prednostnih nalogah. Naprava pristane v rokah teroristov, saj jih izda eden izmed študentov. Kakorkoli že, po terorističnih napadih 11. septembra 2001 so snemanje ukinili, saj naj bi bila zgodba neprimerna. Leta 2003 so začeli snemati novo različico filma in sicer pod naslovom Critical Assembly. Po napadih je Katherine Heigl posnela javno službeno izjavo za ameriški Rdeči križ, da bi pomagala zbirati denar za pomoč žrtvam napada.
V letu 2003 se je pojavila treh televizijskih filmih. Na zvrst grozljivk se je vrnila s filmom Evil Never Dies, moderno verzijo Frankensteina, v kateri je poleg nje igral tudi Thomas Gibson. V filmu Ljubezen v preriji za Hallmark Entertainment je Katherine Heigl zaigrala Marty Claridge, mlado, nosečo žensko, ki potuje proti zahodu. (Naslednje leto je kot Marty nastopila tudi v nadaljevanju filma, Love's Enduring Promise.) Zaigrala je Isabello Linton v MTV-jevi moderni verziji knjige Viharni vrh Emily Brontë. V oktobru 2003 je poleg Johnnyja Knoxvillea zaigrala v komediji bratov Farrelly, Prevaranta na olimpijadi, ki je izšel decembra 2005. Katherine Heigl je kot Romy zaigrala v televizijskem filmu Romy and Michele: In the Beginning, nadaljevanju filma Romy and Michele's High School Reunion iz leta 1997.

### Preboj (2005–danes)
V letu 2005 je bila Katherine Heigl izbrana za svojo do danes najuspešnejšo vlogo, vlogo dr. Isobel »Izzie« Stevens v televizijski seriji Talenti v belem, ABC-jevi televizijski drami. Serija, v kateri so jo originalno predstavili kot zamenjavo v sredini sezone, je postala zelo uspešna in še vedno velja za eno izmed najuspešnejših serij. Istega leta je dobila stransko vlogo v neodvisnem filmu Stranski učinki, ki je govoril o trženju v farmacevtski industriji. Pozno leta 2006 je bila Katherine Heigl nominirana za nagrado Zlati globus v kategoriji za »najboljšo stransko igralko v seriji, mini-seriji ali televizijskem filmu« za svoje delo pri seriji Talenti v belem. Leta 2006 je posnela film Napumpana, komedijo scenarista in režiserja Judda Apatowa, v katerem so poleg nje zaigrali tudi Seth Rogen, Paul Rudd, in Apatowova žena, Leslie Mann. Ob izidu junija 2007 je film prejel izredno dobre ocene s strani kritikov in zaslužil veliko denarja. Kljub temu, da je bil film Zyzzyx Road posneta v letu 2004, do leta 2006 ni izšla. Kritiki so mu dodelili naslov najslabše prodajanega filma vseh časov. Od leta 2007 jo je revija FHM dvakrat uvrstila na svoj seznam »100 naprivlačnejših žensk na svetu.«
16. septembra 2007 je bila Katherine Heigl nagrajena z nagrado Emmy za »najboljšo stransko igralko v dramski seriji« za svojo vlogo Izzie Stevens v seriji Talenti v belem. V svojem zahvalnem govoru je dejala, da še njena mama ni verjela, da bo nagrado zares prejela in da so jo morali, ko so jo poklicali na oder, cenzurirati, saj je, ko se je začela zavedati zmage, zavpila: »Drek!« Pred tem je popravila voditeljico Rebecco Riedy, ki je fonetično narobe izgovorila njen priimek, preden je Kylea Chandlerja nagradila z nagrado za »najboljšega stranskega igralca v miniseriji ali filmu«. Poleg Jamesa Marsdena je zaigrala v filmu Vedno priča, nikoli nevesta, ki je izšel januarja 2008.
Katherine Heigl je spletna stran AskMen.com proglasila za Najbolj zaželeno žensko leta 2008.
V javnosti so se leta 2008 pojavile govorice, da bo Katherine Heigl med sezono, ki bo potekala v letih 2008 in 2009, zapustila serijo Talenti v belem. Govorice so se sprožile, ker je zavrnila ponudbo, da njeno ime napišejo na Emmyja, za katerega je bila nominirana igralska zasedba televizijske serije in ker je v tistem času snemala filmsko upodobitev knjige Carolyn Jessop, Escape. Shonda Rhimes, producentka Talentov v belem, je dejala, da je dejanje Katherine Heigl ni užalilo in priznala, da se bo med sezono njen lik Izzy manj pojavljal, saj je Heiglova prosila za lažje delo. Kakorkoli že, kljub temu, da so nekateri poročali o nezadovoljstvu Katherine Heigl s prejšnjo sezono ter da je predlagala, da bi njen lik umrl, je ABC potrdil, da bo igrala tudi v šestih sezoni serije.
V letu 2009 je Katherine Heigl poleg Gerarda Butlerja zaigrala v filmu Grda resnica, ki se je premierno predvajal 24. julija tistega leta.
Potem, ko je Katherine Heigl končala s snemanjem Lionsgateovega trilerja Morilci poleg Ashtona Kutcherja, je ta izšel 4. junija 2010. Podpisala je pogodbo za igranje v dramskem filmu Life As We Know It. Film Life As We Know It govori o ženski in moškem, katerih najboljši prijatelj umre v prometni nesreči. Po tragediji skupaj skrbita za njegovo osirotelo hčer. Film bo režiral režiser filma Mestece za vedno, Greg Berlanti.
Katherine Heigl bo imela v šesti sezoni serije Talenti v belem dobila večjo vlogo. Kakorkoli že, 11. marca leta 2010 naj bi Heiglova zamudila na delo, zaradi česar sta se s Shondo Rhimes dogovorili za prekinitev pogodbe. Zadnjič se je v seriji pojavila 21. januarja 2010. Katherine Heigl je povedala, da na odločitev ni vplivalo to, da bi se rada osredotočila na svojo filmsko kariero, vendar to, da si je želela več časa preživeti s svojo družino.

## Zaslužek
Katherine Heigl je veliko finančne podpore začela pridobivati šele s filmom Napumpana (2007). Film je v Združenih državah Amerike zaslužil 148.761.765 $, od česar je ona zaslužila 300.000 $. Še več denarja je zaslužila s filmom Vedno priča, nikoli nevesta (2008), za katerega so jo plačali 6 milijonov $.

## Feminizem
Kljub vztrajnim trditvam Heiglove, da je »precej dolgočasna ... zares«, jo je Movie Entertainment označil za kompleksno individualistko z veliko kontrasti, saj je »bivši fotomodel s strogimi feminističnimi načeli« in »igralka, poznana po svojih dramskih vlogah, ki pa si želi snemati komedije«.
Veliko medijev (revije, kot so na primer New York, The New Yorker, Slate, The Los Angeles Times, USA Today, The Guardian, Vanity Fair in People) so pritegnile njene pritožbe čez režiserja in producenta Judda Apatowa in njegov film Napumpana, saj naj bi bil ta film seksističen. Katherine Heigl so označili za potencialno pomembno in samozavestno sodobno zagovornico pravic žensk.
V intervjuju z revijo Vanity Fair je kot ena izmed glavnih igralk v uspešnici Napumpana Katherine Heigl priznala, da je ob delu z Apatowom in Rogenom uživala ter da ji je tudi končna različica filma po trdem delu všeč. Film je označila za »nekoliko seksističen«, saj ženske »naslika kot radovedne, brez smisla za humor in nesproščene, moške pa kot ljubeče, jezikave in zabavne ljudi.« V svoji oceni filma je za revijo The Guardian humorist Joe Queenan napisal, da je Napumpana »zadnji film v novi zvrsti romantičnih komedij, v katerih se nepopularen junak spoprijatelji s čudovito, uspešno žensko.«
Katherine Heigl je s svojimi komentarji spodbudila veliko reakcije v medijih, predvsem zaradi osebnih napadov, v katerih so jo imenovali za »nehvaležno izdajalko«, »hipokritično« in »samozavestno, nepotrpežljivo žensko, ki se kmalu naveliča čakanja, da jo fant zasnubi«, v nekaterih primerih pa so kritizirali tudi njeno versko prepričanje in zasebna razmerja. Katherine Heigl je svoje pripombe na to pojasnila v intervjuju z revijo People: »Moj motiv je, da ženske, kakršna sem jaz, spodbujam k temu, da filmov ne jemljejo preveč resno in da se spomnijo, da je vse skupaj samo dolgočasna komedija. Kljub temu, da stojim za svojimi možnostmi, sem prepričana, da sem se zaradi tega osredotočila na svoje izkušnje v filmski industriji.«
Revija The Guardian je njene komentarje označil za »precej izzivalne, Heiglova pa je nehvaležna in izdajalska. Nekateri ljudje so celo predlagali, da ne bi nikoli več delala.« Pripombe, ki jih je javnost dajala v preteklosti pa se niso le izkazale za napačne temveč s promocijo in oglaševanjem vplivale na kariero Katherine Heigl.
Po izidu filma Vedno priča, nikoli nevesta je revija New York Post pokazala nekaj razočaranja zaradi neskladnosti Katherine Heigl, ki je prej zaigrala samo v komedijah, v katerih je bila »najbolj zaželeno dekle v filmu«, s trivialnostjo tega filma. Revija New York Post je bila mnenja, da bi se Katherine Heigl bolje ujela »z ženskimi režiserkami, kot na primer Kimberly Peirce (Fantje ne jočejo) ali Tamara Jenkins (Popolni divjaki) ...«.

## Projekti za zaščito živali
Katherine Heigl je v več projektih sodelovala z organizacijo Best Friends Animal Society, vključno z njihovim programom Pup My Ride. Program je transportiral male pse iz zavetišč, kjer večino živali pobijejo v druge dele ZDA, kjer za takšne pse poskrbijo bolje. Njena udeležba tega projekta je organizaciji Best Friends dodelila sredstva, s katerimi lahko takšen projekt organizirajo vsako leto.
Katherine Heigl in njena mama Nancy sta ustvarili dobrodelno organizacijo Hounds of Hope, ki je del organizacije Jason Debus Heigl Foundation. Organizacija je bila ustvarjena v čast bratu Katherine Heigl, ki je pri petnajstih leta 1986 umrl v prometni nesreči. Njena organizacija Hounds of Hope rešuje večje pse z vedenjskimi problemi iz zavetišč, kjer večino takšnih primerov pobijejo. Pse preko organizacije strenirajo in drugače prilagodijo, da so primerni za ponovno nastanitev v domovih.
Od leta 2009 ima Katherine Heigl tudi sama v lasti šest psov.

## Zasebno življenje
V času, ko je snemala televizijsko serijo Roswell, leta 1999, je Katherine Heigl hodila s soigralcem, Jasonom Behrom. Par se je tudi zaročil, vendar se nazadnje nista nikoli poročila.
Katherine Heigl se je junija 2006 zaročila s pevcem Joshom Kelleyjem, s katerim se je spoznala na snemanju njegovega videospota »Only You«. Poročila sta se 23. decembra 2007 v Park Cityju, Utah. Med snemanjem oddaje Live With Regis and Kelly je Katherine Heigl dejala, da sta se z Joshom Kelleyjem odločila, da pred poroko ne bosta živela skupaj: »Mislim, da si želim nekaj prihraniti za pravi zakon ... želim si, da bi nekaj naredilo pravi zakon drugačen od izvenzakonske zveze.«
9. septembra 2009 sta Katherine Heigl in Josh Kelley potrdila, da bosta posvojila dojenčka iz Južne Koreje. Pozneje tistega meseca sta posvojila deklico s posebnimi potrebami, ki sta jo poimenovala Nancy Leigh (po mami in sestri Katherine Heigl) ter ji nadela vzdevek Naleigh.

## Filmografija
| Filmi       | Filmi                              | Filmi                          | Filmi |
| Leto        | Naslov                             | Vloga                          | Opombe |
| ----------- | ---------------------------------- | ------------------------------ | --- |
| 1992        | That Night                         | Kathryn                        | |
| 1993        | King of the Hill                   | Christina Sebastian            | |
| 1994        | Moj oče heroj                      | Nicole                         | Nominirana — Young Artist Award za najboljši nastop mlade igralke v filmu |
| 1995        | Oblegani 2                         | Sarah Ryback                   | 1996 |
| 1997        | Prince Valiant                     | Princesa Ilene                 | |
| 1997        | Stand-ins                          | Taffy-Rita Hayworth's Stand-in | |
| 1998        | Bug Buster                         | Shannon Griffin                | |
| 1998        | Bride of Chucky                    | Jade                           | |
| 2000        | 100 deklet                         | Arlene                         | |
| 2001        | Valentine                          | Shelley Fisher                 | |
| 2003        | Critical Assembly                  | Aizy Hayward                   | |
| 2005        | Stranski učinki                    | Karly Hert                     | Producentka |
| 2005        | Prevaranta na olimpijadi           | Lynn Sheridan                  | |
| 2006        | Zyzzyx Road                        | Marissa                        | |
| 2006        | Caffeine                           | Laura                          | |
| 2007        | Napumpana                          | Alison Scott                   | Nominirana — Empire Award za najboljšo igralko Nominirana — MTV Movie Award za najboljši nastop Nominirana — Satellite Award za najboljšo igralko v filmu, muzikalu ali komediji Nominirana - St. Louis Gateway Film Critics Association Award za najboljšo stransko igralko Nominirana — Teen Choice Award za izbiro filmske igralke: Komedija |
| 2008        | Vedno priča, nikoli nevesta        | Jane Nichols                   | |
| 2009        | Grda resnica                       | Abby Richter                   | Producentka Nominirana — Satellite Award za najboljšo igralko v filmu, muzikalu ali komediji Nominirana — Teen Choice Award za izbiro poletne filmske zvezde: Ženska |
| 2010        | Morilci                            | Jen Kornfeldt                  | |
| 2010        | Life as We Know It                 | Holly Berenson                 | Producentka |
| 2011        | One for the Money                  | Stephanie Plum                 | |
| 2011        | Adaline                            |                                | |
| Televizija  |                                    |                                | |
| Leto        | Naslov                             | Vloga                          | Opombe |
| 1996        | Wish Upon a Star                   | Alexia Wheaton                 | Televizijski film |
| 1998        | Vihar                              | Miranda Prosper                | Televizijski film |
| 1999 – 2002 | Roswell                            | Isabel Evans                   | 61 epizod Nominirana — Saturn Award za najboljšo igralko na televiziji Nominirana — Teen Choice Award za izbiro televizijske igralke |
| 2001        | Zona somraka                       | Andrea Collins                 | Epizoda: "Cradle of Darkness" |
| 2003        | Vegas Dick                         |                                | Televizijski film |
| 2003        | Ljubezen v preriji                 | Marty Claridge                 | Televizijski film CAMIE Award za lik in morala v zabavni industriji |
| 2003        | Viharni vrh                        | Isabel Linton                  | Televizijski film |
| 2003        | Evil Never Dies                    | Eve                            | Televizijski film |
| 2004        | Love's Enduring Promise            | Marty Claridge Davis           | Televizijski film CAMIE Award za lik in morala v zabavni industriji |
| 2005        | Romy and Michele: In the Beginning | Romy White                     | Televizijski film |
| 2005 – 2010 | Talenti v belem                    | Dr. Isobel "Izzie" Stevens     | 109 epizod Emmy za najboljšo stransko igralko v dramski seriji Screen Actors Guild Award za izstopajoči nastop igralske zasedbe v dramski televizijski seriji Nominirana — Zlati globus za najboljšo igralko v seriji, miniseriji ali televizijskem filmu (2007, 2008) Nominirana — Screen Actors Guild Award za izstopajoči nastop igralske zasedbe v dramski televizijski seriji (2006, 2008) Nominirana — Teen Choice Award za izbiro televizijske igralke |

## Nagrade in nominacije
- CAMIE Awards

2003 - Lik in morala v zabavni industriji (Ljubezen v preriji) - Dobila
2004 - Lik in morala v zabavni industriji (Love's Enduring Promise) - Dobila
- Emmyji

2007 - Najboljša stranska igralka v dramski seriji (Talenti v belem) - Dobila
- Empire Awards

2007 - Najboljša igralka (Napumpana) - Nominirana
- MTV Movie Awards

2007 - Najboljši nastop (Napumpana) - Nominirana
- People's Choice Awards

2008 - Najljubša ženska televizijska zvezdnica - Dobila
2010 - Najljubša televizijska dramska igralka - Dobila
- Satellite Awards

2007 - Najboljša igralka v filmu, muzikalu ali komediji (Napumpana) - Nominirana
2009 - Najboljša igralka v filmu, muzikalu ali komediji (Grda resnica) - Nominirana
- Saturn Awards

1998 - Najboljša igralka na televiziji - Nominirana
- Screen Actors Guild Awards

2006 - Izstopajoči nastop igralske zasedbe v dramski televizijski seriji (Talenti v belem) - Nominirana
2007 - Izstopajoči nastop igralske zasedbe v dramski televizijski seriji (Talenti v belem) - Dobila
2008 - Izstopajoči nastop igralske zasedbe v dramski televizijski seriji (Talenti v belem) - Nominirana
- St. Louis Gateway Film Critics Association Awards

2007 - Najboljša stranska igralka (Napumpana) - Nominirana
- ShoWest Convention Awards

2010 - Ženska zvezdnica leta - Še neznan rezultat
- Teen Choice Awards

1998 -  Izbira televizijske igralke (Roswell) - Nominirana
2006 - Izbira televizijske igralke (Talenti v belem) - Nominirana
2007 - Izbira  filmske igralke: Komedija (Napumpana) - Nominirana
2009 - Izbira poletne filmske zvezde: Ženska (Grda resnica) - Nominirana
- Young Artist Awards

1994 - Najboljši nastop mlade igralke v filmu (Moj oče heroj) - Nominirana
- Zlati globusi

2007 - Najboljša igralka v seriji, miniseriji ali televizijskem filmu (Talenti v belem) - Nominirana
2008 - Najboljša igralka v seriji, miniseriji ali televizijskem filmu (Talenti v belem) - Nominirana